# Julie Gilbert
Pour les articles homonymes, voir Gilbert.
Julie Gilbert est une autrice et scénariste franco-suisse née à Grenoble le 8 août 1974.

## Biographie
Fille d'une ethnologue et d'un chercheur en sciences politiques, Julie Gilbert, née le 8 août 1974 à Grenoble, passe son enfance au Mexique. Après un master de lettres à la Sorbonne, elle rejoint en 1997 l'école de cinéma EICTV de San Antonio à Cuba. Elle se forme aussi à l'écriture de scénario à l'ECAL à Lausanne. 
Elle écrit alors pour le théâtre et pour le cinéma. Elle reçoit en 2004 un prix à l’écriture théâtrale de la Société Suisse des Auteurs et en 2006 un prix Textes-en-Scènes, atelier d’auteurs de théâtre, de la même institution. 
Elle fonde la société Les Films du Tigre avec Frédéric Choffat en 2009, année de sortie du film La vraie vie est ailleurs, dont elle est co-scénariste. Elle est co-scénariste et co-réalisatrice des films Mangrove, sorti en 2011 avec Vimala Pons dans le rôle principal, et My Little One, sorti en 2019, avec Anna Mouglalis en tête d'affiche,. 
En 2018, elle crée une installation, la Bibliothèque sonore des femmes, qui se compose initialement d'une vingtaine de téléphones permettant d'écouter des monologues fictifs d'autrices du passé écrits par des autrices d'aujourd'hui. L'installation est itinérante, avec des ajouts de téléphones, pour atteindre une quarantaine en 2022, permettant la commande de textes portant notamment sur des autrices de théâtre, en raison de leur invisibilisation. Elle est proposée en 2020 à la médiathèque La Rose des vents à Villeneuve-d'Ascq puis au théâtre du Reflet à Vevey, au Théâtre 140 à Bruxelles en 2021.
Elle fait partie avec Michèle Pralong et Dominique Perruchoud des trois conceptrices du feuilleton théâtral Vous êtes ici, dont les neuf épisodes sont programmés dans plusieurs théâtres genevois tout au long de la saison 2021/2022,. Elle en co-écrit les épisodes 3, 5 et 6.
Julie Gilbert écrit les textes de l'exposition Vrac Multivrac de Delphine Reist qui est installée en 2022 au FRAC Dunkerque.
Il est annoncé en mars 2024 qu'elle succédera en juin 2025, avec Jérôme Richer et Jean-Louis Johannides, aux fondateurs du Théâtre du Loup pour un mandat de quatre ans à la tête de ce théâtre genevois.
Elle écrit plusieurs ouvrages de poésie libre, comme Tirer des flèches qui regroupe des poèmes écrits sur commande pour des destinataires à qui ils sont lus au téléphone, ou comme On disait les Indiens, récit d'un voyage à la rencontre des réalités contemporaines des peuples autochtones en Amérique du Nord.

## Vie privée
Julie Gilbert a eu deux enfants avec le réalisateur Frédéric Choffat.

## Œuvres

### Livres
- Tirer des flèches, Genève, Héros-limite, 2018, 80 p. (ISBN 978-2-940517-53-4)
- Je ne suis pas la fille de Nina Simone, Manage, Lansman, 2019, 33 p. (ISBN 9782807102286)[21]
- On disait les Indiens, Genève, Passage(s), 2024, 69 p. (ISBN 978-2-940517-53-4)

### Installations, performances
- Sexy Girl, 2010[22]
- La Bibliothèque sonore des femmes, 2018-2022

### Filmographie

#### Longs métrages
- 2009 : La vraie vie est ailleurs (co-scénariste et co-productrice)
- 2011 : Mangrove (co-scénariste et co-réalisatrice)
- 2019 : My Little One (co-scénariste et co-réalisatrice)